# Maikro Romero
Maikro Romero est un boxeur cubain né le 9 décembre 1972 à Guantánamo.

## Carrière
Champion olympique aux Jeux d'atlanta en 1996 dans la catégorie poids mouches, il remporte la médaille de bronze aux Jeux de Sydney en 2000 en mi mouches et s'impose aux championnats du monde de Budapest en 1997 et aux Jeux panaméricains de Winnipeg en 1999. Romero gagne également la médaille d'argent aux championnats du monde de Houston en 1999 ainsi que 4 titres nationaux entre 1992 et 1995.

## Parcours auxJeux olympiques
Jeux olympiques d'été de 1996 à Atlanta (poids mouches) :
- Bat Eric Morel (États-Unis) 24-12
- Bat Lernik Papyan (Arménie) 22-6
- Bat Elias Recaido (Philippines) 18-3
- Bat Albert Pakeyev (Russie) 12-6
- Bat Bolat Dzhumadilov (Kazakhstan) 12-11

 Jeux olympiques d'été de 2000 à Sydney (poids mi-mouches) :
- Bat Jose Luis Varela (Venezuela) 15-1
- Bat Marian Velicu (Roumanie) par arrêt de l'arbitre au 2e round
- Bat Valeriy Sidorenko (Ukraine) 12-5
- Perd contre Brahim Asloum (France) 12-13